# Enchelybrotula
Enchelybrotula är ett släkte av fiskar. Enchelybrotula ingår i familjen Ophidiidae.
Kladogram enligt Catalogue of Life:
| Enchelybrotula | \| \| Enchelybrotula gomoni \| \| \| \| \| \| Enchelybrotula paucidens \| \| \| \| |
|                | \| \| Enchelybrotula gomoni \| \| \| \| \| \| Enchelybrotula paucidens \| \| \| \| |
|                | Enchelybrotula gomoni                                                              |
|                |                                                                                    |
|                | Enchelybrotula paucidens                                                           |
|                |                                                                                    |